# Antarbella
Antarbella fou un petit principat de l'Índia, situat a les Províncies Centrals a l'agència de Bhopawar. Actualment forma part de l'estat de Madhya Pradesh.
Era un jagir del principat de Jhabua, al que pagava tribut, format per un petit nombre de poblets concedits en feu. Va emetre segells (de Jhabua sobrecarregats amb el nom "Antarbelia" en caràcters sànscrits) entre 1945 i 1948.